# Daglichtbuis

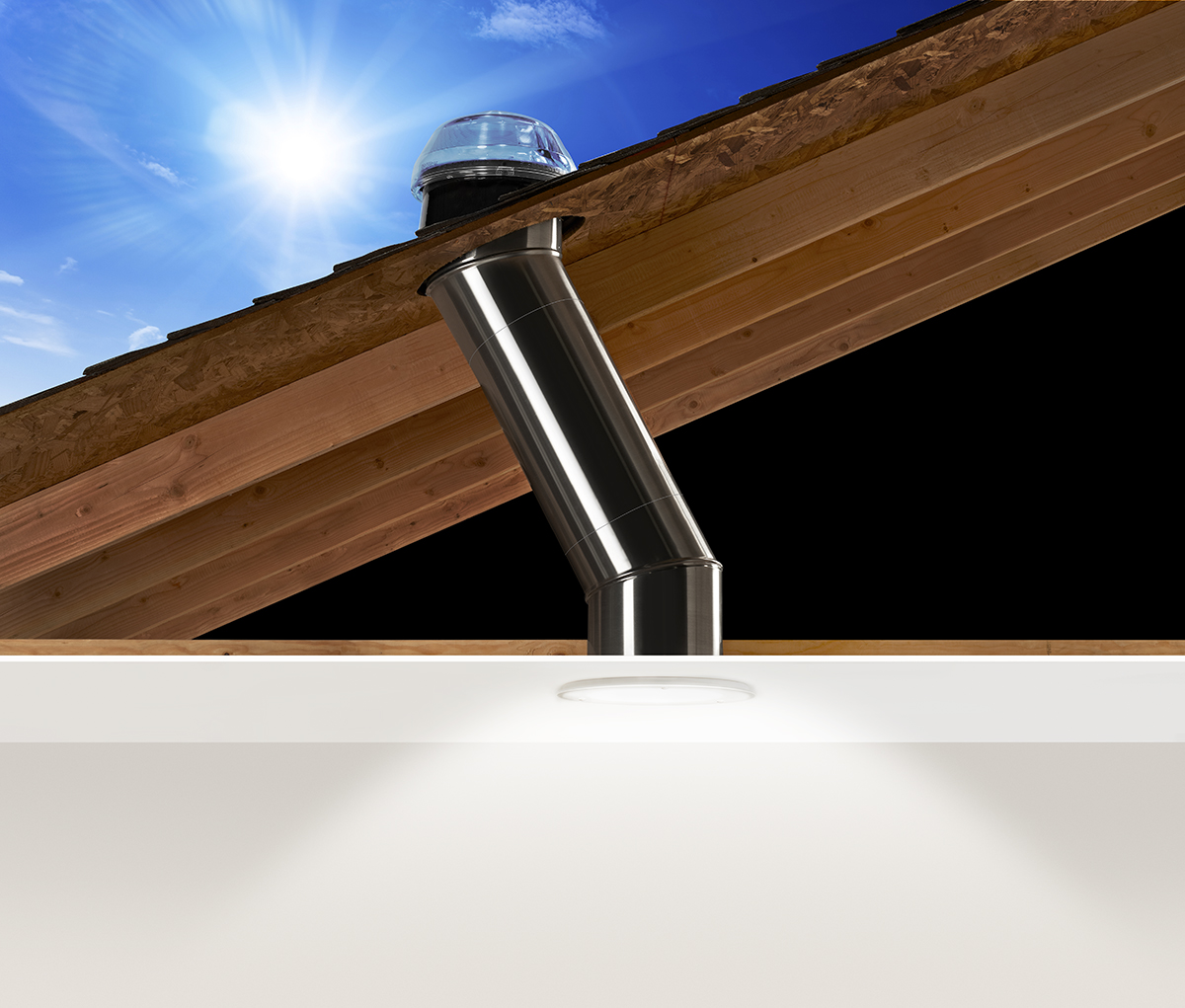

Een daglichtbuis is een opening, die in een dak wordt aangebracht, met als doel een ruimte van een natuurlijke lichtbron te voorzien. Met een daglichtbuis kunnen ruimtes worden verlicht die zich tientallen meters onder het dak bevinden. Daardoor is het bijvoorbeeld mogelijk om in een toilet of badkamer dat van zichzelf geen raam heeft, alsnog daglicht te hebben.
Een daglichtbuis kan bij duurzaam bouwen worden gebruikt, zoals in een passiefhuis.